# Hyperolius mitchelli
Hyperolius mitchelli är en groddjursart som beskrevs av Arthur Loveridge 1953. Hyperolius mitchelli ingår i släktet Hyperolius och familjen gräsgrodor. IUCN kategoriserar arten globalt som livskraftig. Inga underarter finns listade i Catalogue of Life.